# حسن‌آباد (تکاب)
حسن‌آباد (تکاب)، روستایی از توابع بخش تخت سلیمان شهرستان تکاب در استان آذربایجان غربی ایران است.

## جمعیت
این روستا در دهستان احمدآباد قرار دارد و براساس سرشماری مرکز آمار ایران در سال ۱۳۸۵، جمعیت آن ۱٬۴۶۷ نفر (۲۶۶ خانوار) بوده‌است.